# Comté de Jefferson (New York)
Pour les articles homonymes, voir Comté de Jefferson.
Le comté de Jefferson (en anglais : Jefferson County) est l'un des 62 comtés de l'État de New York, aux États-Unis. Le siège du comté est Watertown.

## Municipalités

### Villes
- Watertown

### Communes
- Adams
- Alexandria
- Antwerp
- Brownville
- Cape Vincent
- Champion
- Clayton
- Ellisburg
- Henderson
- Hounsfield
- Le Ray
- Lorraine
- Lyme
- Orleans
- Pamelia
- Philadelphia
- Rodman
- Rutland
- Theresa
- Watertown
- Wilna
- Worth

## Comtés adjacents
- Comté de Saint Lawrence, au nord-est
- Comté de Lewis, à l'est
- Comté d'Oswego, au sud

## Démographie
La population du comté s'élevait à 116 721 habitants au recensement de 2020.
| Groupe                           | Comté de Jefferson | New York | États-Unis |
| -------------------------------- | ------------------ | -------- | ---------- |
| Blancs                           | 82                 | 66,8     | 72,4       |
| Hispaniques et Latino-Américains | 6,8                | 17,6     | 16,7       |
| Afro-Américains                  | 5,7                | 15,9     | 12,6       |
| Autres                           | 2                  | 7,4      | 6,2        |
| Asiatiques                       | 1,9                | 7,3      | 4,8        |
| Amérindiens                      | 0,5                | 0,6      | 0,9        |
| Océano-Américains                | 0,2                | 0,1      | 0,2        |
| Total                            | 100                | 100      | 100        |

Selon l'American Community Survey, en 2010 92,17 % de la population âgée de plus de 5 ans déclare parler l'anglais à la maison, 3,19 % déclare parler l'espagnol, 1 % l'allemand, 0,60 % le français et 3,04 % une autre langue.